# Harlan (Iowa)
Harlan es una ciudad ubicada en el condado de Shelby en el estado estadounidense de Iowa. En el Censo de 2010 tenía una población de 5106 habitantes y una densidad poblacional de 448,87 personas por km².

## Geografía
Harlan se encuentra ubicada en las coordenadas 41°38′58″N 95°19′37″O / 41.64944, -95.32694. Según la Oficina del Censo de los Estados Unidos, Harlan tiene una superficie total de 11.38 km², de la cual 11.38 km² corresponden a tierra firme y (0%) 0 km² es agua.

## Demografía
Según el censo de 2010, había 5106 personas residiendo en Harlan. La densidad de población era de 448,87 hab./km². De los 5106 habitantes, Harlan estaba compuesto por el 97.02% blancos, el 0.47% eran afroamericanos, el 0.35% eran amerindios, el 0.63% eran asiáticos, el 0.02% eran isleños del Pacífico, el 0.65% eran de otras razas y el 0.86% pertenecían a dos o más razas. Del total de la población el 1.88% eran hispanos o latinos de cualquier raza.